# Motorola RAZR maxx
Motorola RAZR Maxx é um smartphone produzido pela companhia norte-americana Motorola. O modelo possui um processador Dual Core de 1.2 GHz, e sistema operacional Android 4.0 (Ice Cream Sandwich). Faz parte da linha RAZR da Motorola.